# Fleuve des Trois-Rivières
Pour les articles homonymes, voir Trois-Rivières (homonymie).
 (juillet 2014).
Si vous disposez d'ouvrages ou d'articles de référence ou si vous connaissez des sites web de qualité traitant du thème abordé ici, merci de compléter l'article en donnant les références utiles à sa vérifiabilité et en les liant à la section « Notes et références ».
La fleuve des Trois-Rivières est  un petit fleuve côtier qui coule dans le département Nord-Ouest à Haïti, et qui a son embouchure dans le canal de la Tortue, en Océan Atlantique, en face de l'île de la Tortue.

## Géographie

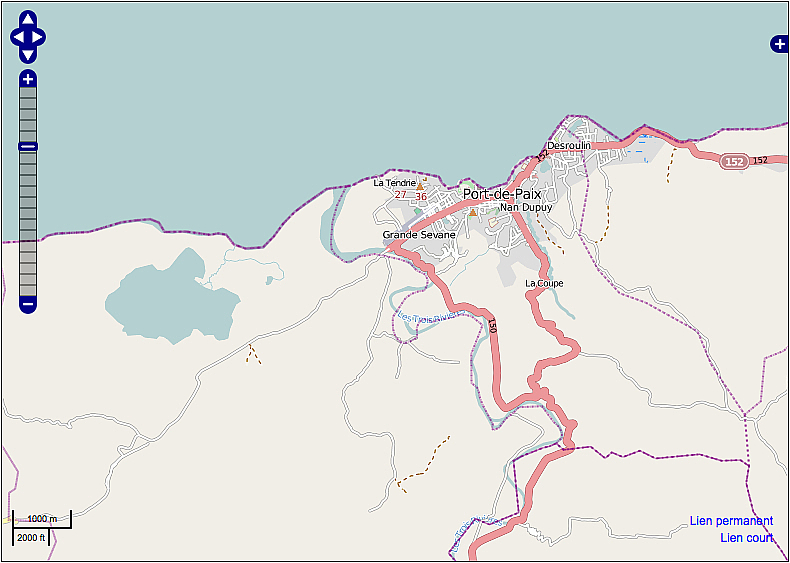
Carte de Port-de-Paix et du fleuve Trois Rivières.

Le fleuve Trois Rivières prend sa source dans le massif du Nord. Il traverse ensuite les villes de Plaisance et de Pilate. 
Le cours d'eau se dirige ensuite vers Port-de-Paix et s'écoule dans les faubourgs de cette ville portuaire entre les communautés de Bois Rouge et de Paulin, face à l'Ile de la Tortue. Enfin il se jette dans l'océan Atlantique juste après avoir longé l'aéroport de Port-de-Paix.

## Hydrologie
Le bassin versant des Trois Rivières se situe dans le nord de la République d'Haïti entre les latitudes 19°56'55" et 19°31'14" nord et les longitudes 72°25'02"  et 72°54'50"  ouest. Elle a une superficie de 896 km2, le débit moyen ou module de 6,5 m3/s, et le coefficient d'écoulement de 18,6 %. Son code national est : BV-03. 
L'altitude maximale du bassin versant des Trois-Rivières est de 1 167 m et son point le plus bas se trouve au niveau de la mer à son exécutoire. 
Depuis son amont dans la commune de Marmelade jusqu'à son aval dans la commune de Port-de-Paix, ce bassin est drainé principalement par un thalweg parcourant une distance de 114 km. 

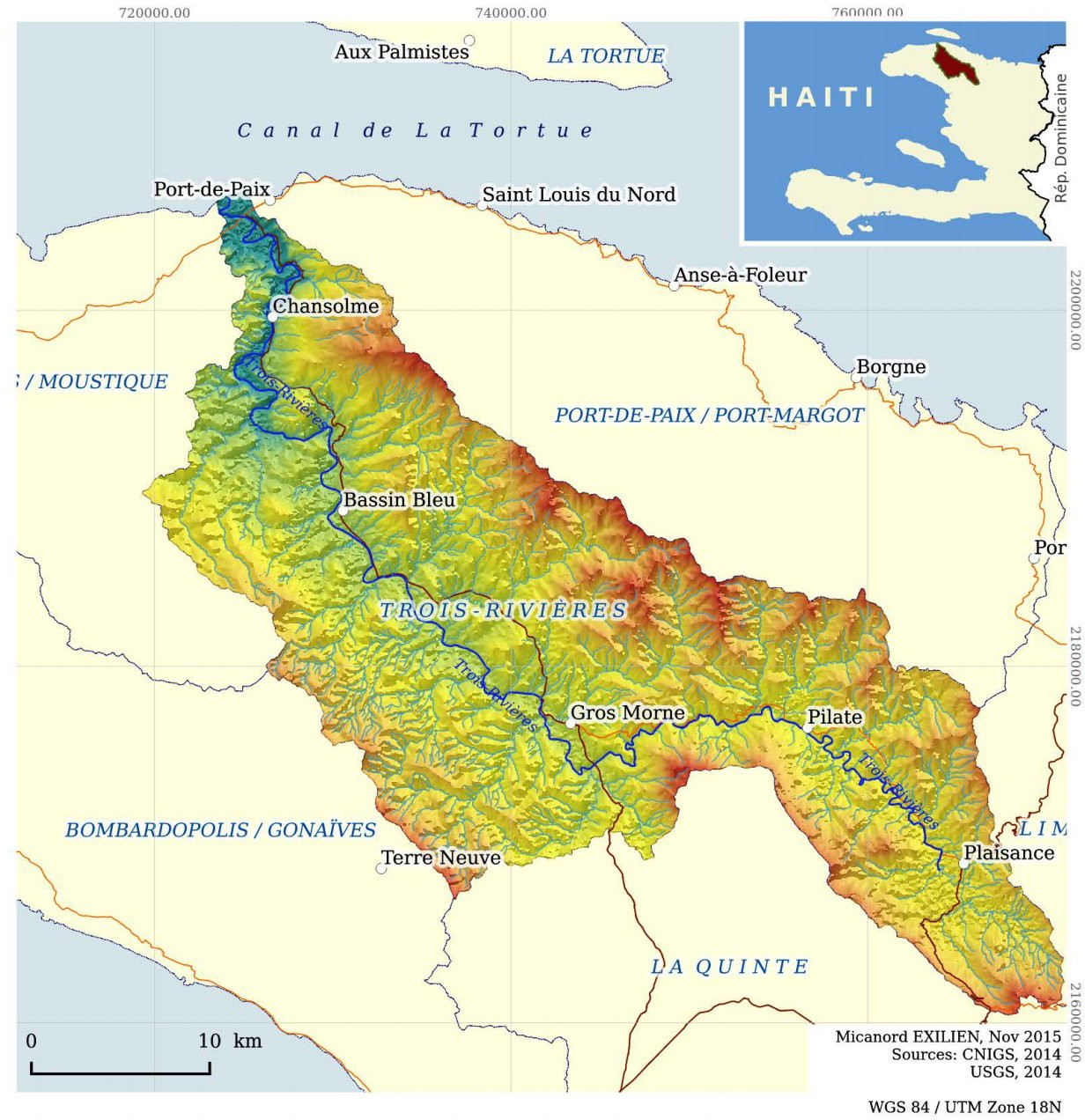
Carte du bassin-versant des Trois-Rivières